# Extended Industry Standard Architecture
La Extended Industry Standard Architecture (EISA), «arquitectura estándar industrial extendida», es una arquitectura de bus para computadoras compatibles con IBM PC. Anunciado a finales de 1988, fue desarrollado por el llamado "Grupo de los Nueve" (AST, Compaq, Epson, Hewlett-Packard, NEC Corporation, Olivetti, Tandy, Wyse y Zenith Data Systems), vendedores de computadoras clónicas, como respuesta al uso de la arquitectura propietaria de bus MicroChannel (MCA), por parte de IBM, en la serie IBM Personal System/2. Tuvo un uso limitado en computadoras personales 386 y 486 hasta mediados de los años 1990, cuando fue reemplazado por los buses locales tales como el bus VESA y el PCI.

## Características técnicas
EISA amplía la arquitectura de bus ISA a 32 bits y permite que más de una CPU comparta el bus. El soporte de bus mastering también se mejora para permitir acceso hasta a 4 GB de memoria. A diferencia de MCA, EISA es compatible de forma descendente con ISA, por lo que puede aceptar tarjetas antiguas ISA para XT o AT y clones, siendo conexiones y las ranuras una ampliación de las del bus ISA.
A pesar de ser en cierto modo inferior a MCA, el estándar EISA fue muy favorecido por los fabricantes debido a la naturaleza propietaria de MCA, e incluso IBM fabricó algunas máquinas que lo soportaban. Pero en el momento en el que hubo una fuerte demanda de un bus de estas velocidades y prestaciones, el bus VESA y posteriormente el PCI llenaron este nicho y el EISA desapareció.
EISA introduce las siguientes mejoras sobre ISA:
- Direcciones de memoria de 32 bits para CPU, DMA, y dispositivos de maestro de buses.
- Protocolo de transmisión síncrona para transferencias de alta velocidad.
- Traducción automática de ciclos de bus entre maestros y esclavos EISA e ISA.
- Soporte de controladores de periféricos maestros inteligentes.
- 33 MB/s de velocidad de transferencia para buses maestros y dispositivos DMA.
- Interrupciones (IRQ) compartidas.
- Configuración automática del sistema y las tarjetas de expansión.